# Club Valencia
Il Club Valencia (in divehi: ކްލަބް ވެލެންސިޔާ) è una società calcistica maldiviana di Malé.

## Storia
L'idea di fondare una squadra di calcio di nome Club Valencia è nata alla fine degli anni 1970 dai giocatori delle squadre blu e oro che partecipavano al Junior Football Pool organizzato dalla National Sports Academy.
I primi due nomi proposti al governo per l'approvazione come nome del club furono Youth Recreation Movement e Juvenile Valencia Athletico; entrambi furono respinti. Il terzo nome, Club Valencia, è stato quindi approvato dal governo.
L'attuale presidente del club è Mr. Adheel Jaleel, che è stato eletto per la carica nel 2015.

## Palmarès

### Competizioni nazionali
- Dhivehi Premier League: 4

1994, 1998, 1999, 2008
- Coppa delle Maldive: 4

1988, 1995, 1999, 2004

### Altri piazzamenti
- Dhivehi Premier League:

Secondo posto: 2019-2020
- Coppa delle Maldive:

Finalista: 1992, 1994, 1997, 2001, 2003, 2005, 2006, 2007